# Rotgundspitze
Rotgundspitze är en bergstopp i Österrike, på gränsen till Tyskland. Den ligger i den västra delen av landet, 500 km väster om huvudstaden Wien. Toppen på Rotgundspitze är 2 484 meter över havet, eller 151 meter över den omgivande terrängen. Bredden vid basen är 0,71 km.
Terrängen runt Rotgundspitze är huvudsakligen bergig. Runt Rotgundspitze är det ganska glesbefolkat, med 26 invånare per kvadratkilometer.. Närmaste större samhälle är Mittelberg, 9,2 km väster om Rotgundspitze. 
Trakten runt Rotgundspitze består i huvudsak av gräsmarker.